# Landtagswahl im Trentino 1983
Die Landtagswahl im Trentino 1983 fand am 20. November als Wahl zum Regionalrat Trentino-Südtirol statt. Gewählt wurden die 35 Mitglieder des Trentiner Landtags.
Am selben Tag fand auch die Wahl zum Südtiroler Landtag statt.

## Ergebnis
| Listen                                    | Listen                                        | Stimmen | %    | Mandate |
| ----------------------------------------- | --------------------------------------------- | ------- | ---- | ------- |
|                                           | Democrazia Cristiana                          | 127.847 | 44,2 | 16      |
|                                           | Partito Comunista Italiano                    | 31.690  | 11,0 | 4       |
|                                           | Partito Socialista Italiano                   | 27.409  | 9,5  | 3       |
|                                           | Unione Autonomista Trentino Tirolese          | 23.741  | 8,2  | 3       |
|                                           | Partito Repubblicano Italiano                 | 20.137  | 7,0  | 2       |
|                                           | Autonomia Integrale                           | 17.414  | 6,0  | 2       |
|                                           | Partito Socialista Democratico Italiano       | 9.757   | 3,4  | 1       |
|                                           | Democrazia Proletaria                         | 8.428   | 2,9  | 1       |
|                                           | Lista Verde                                   | 8.371   | 2,9  | 1       |
|                                           | Movimento Sociale Italiano – Destra Nazionale | 8.261   | 2,9  | 1       |
|                                           | Partito Liberale Italiano                     | 6.256   | 2,2  | 1       |
| Gesamt                                    | Gesamt                                        | 289.311 | 100  | 35      |
|                                           |                                               |         |      |         |
| Quelle: Autonome Region Trentino-Südtirol |                                               |         |      |         |